# Lettre à M. Dacier

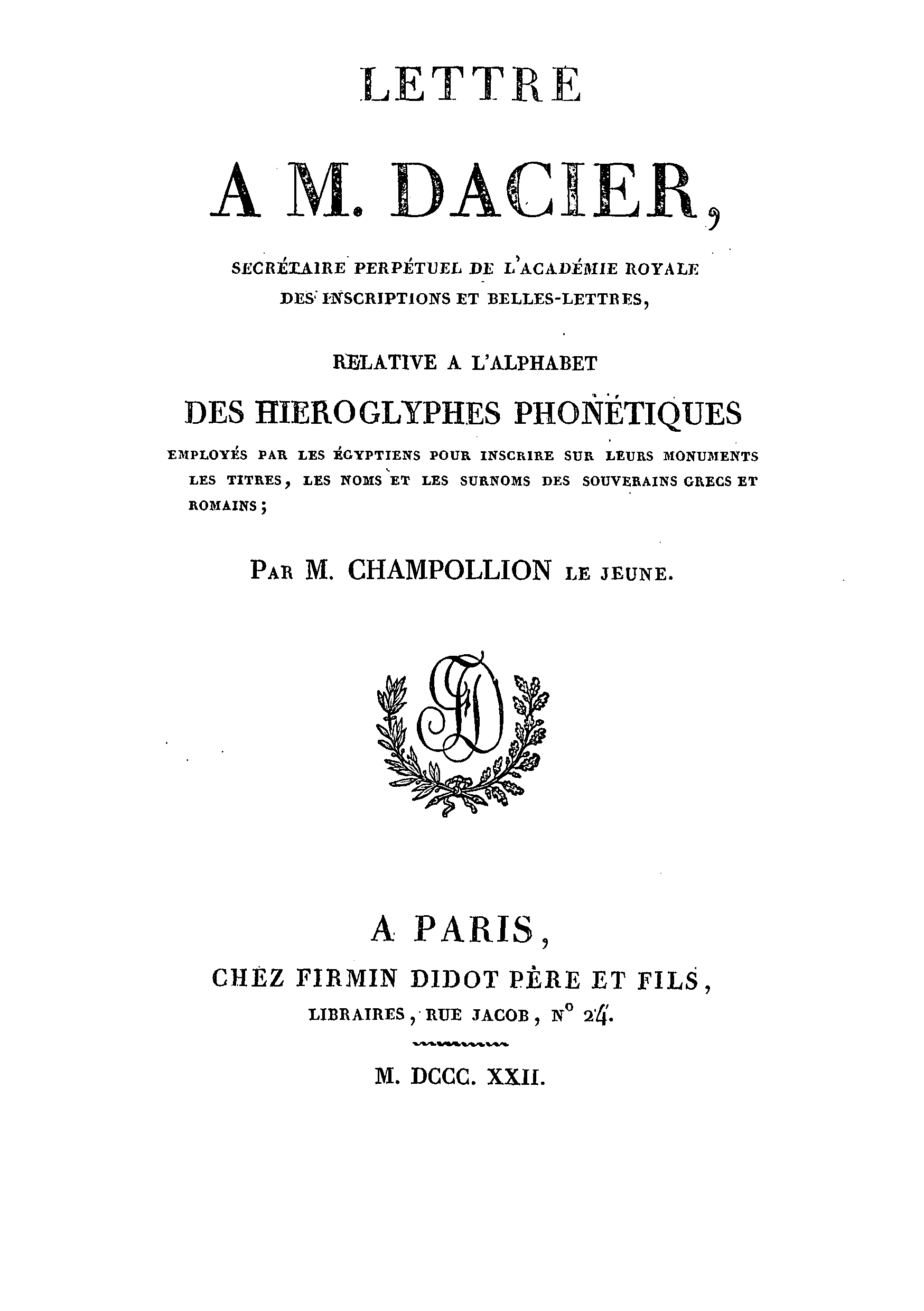
Titelsidan på förstaupplagan av Lettre à M. Dacier.

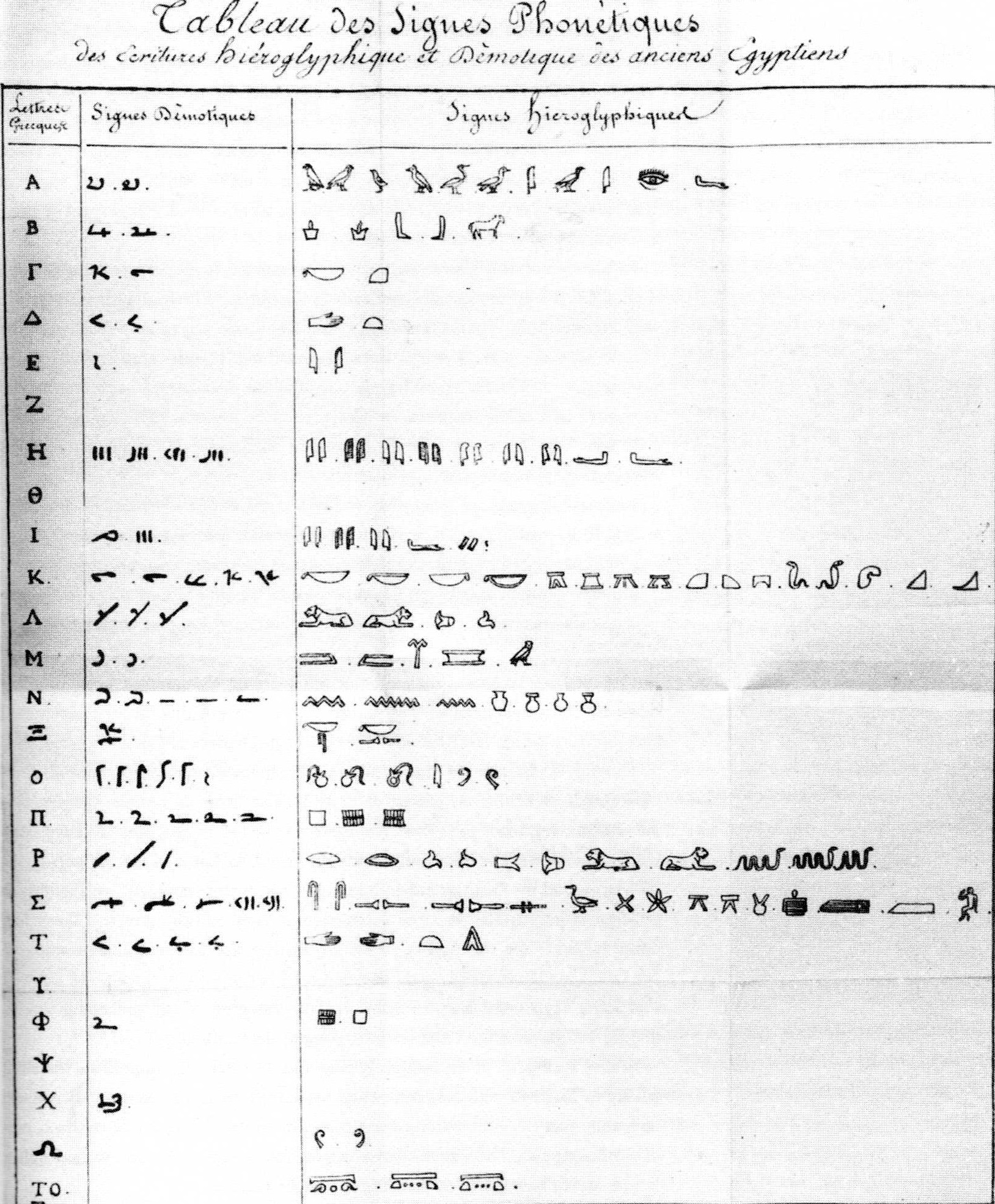
En tabell över grekiska, demotiska och hieroglyfiska fonetiska tecken ur Lettre à M. Dacier

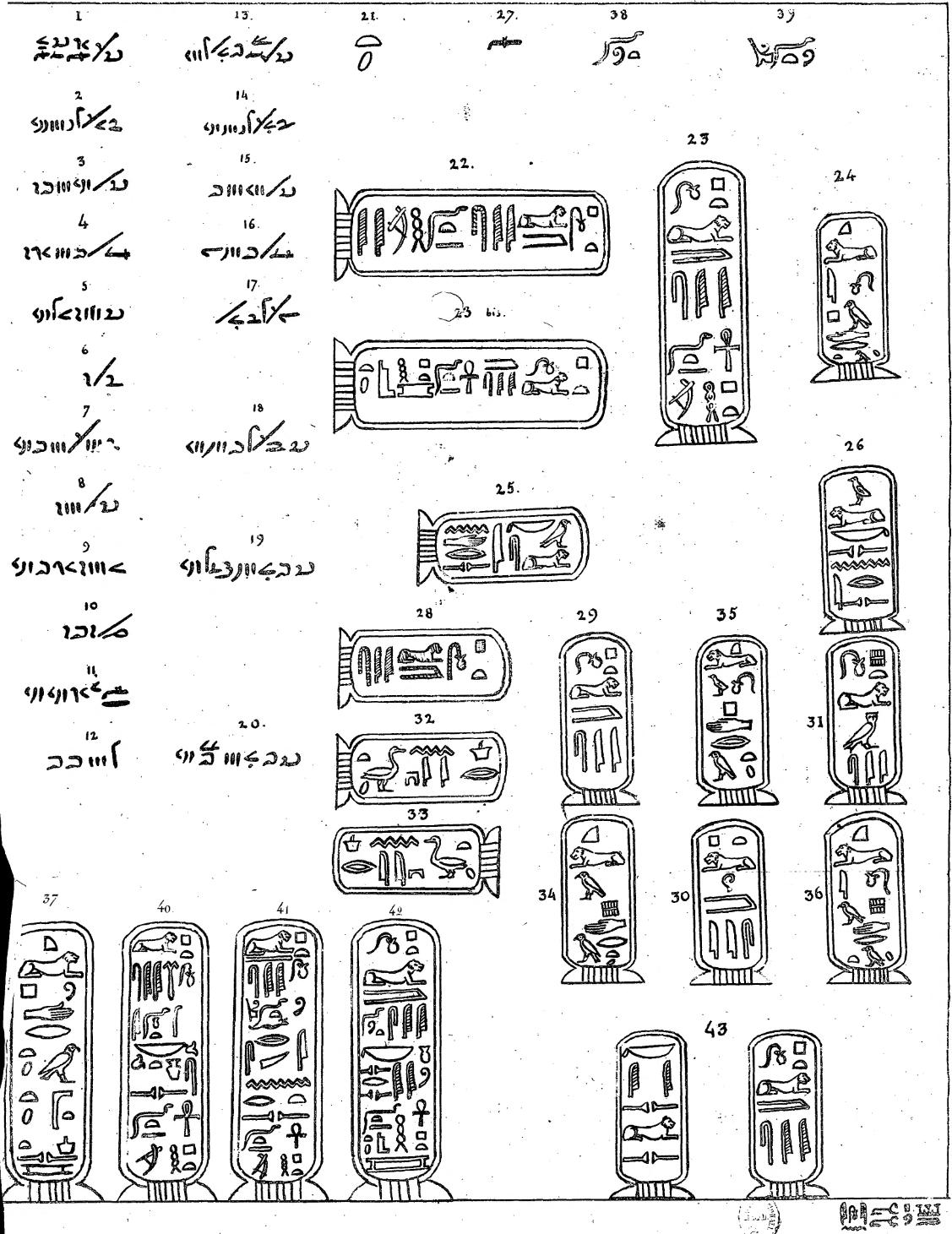
Plansch 1 i Lettre à M. Dacier. Figur 23 (Ptolemaios) och 24 (Kleopatra) är hämtade från File-obelisken. Tecknen efter Ptolemaios namn betecknar, enligt Champollion, "evigt levande, älskad av Ptah".

Lettre à M. Dacier relative à l'alphabet des hiéroglyphes phonétiques ("Brev till Herr Dacier angående hieroglyfernas fonetiska alfabet") är en bok av den franske egyptologen Jean-François Champollion utformad som ett brev till sekreteraren Bon-Joseph Dacier i Académie des inscriptions et belles-lettres.
I boken lägger Champollion fram de banbrytande upptäckter som han gjorde för tolkningen av den hieroglyfiska skriften, vilka han först presenterade inför Académie des inscriptions et belles-lettres vid dess sammankomst den 27 september 1822.
"Brevet" är daterat den 22 september 1822 och de första exemplaren av boken trycktes av Firmin Didot i oktober samma år.

## Sammanfattning
I boken visar Champollion att den hieorglyfiska skriften (liksom tidigare visats för den demotiska med hjälp av Rosettastenen) till stor del består av fonetiska tecken. Han utgår från namnen Ptolemaios och Kleopatra, vilka delvis skrivs med samma bokstäver på grekiska (Π, Τ, Ο och Λ - Τ skrivs dock med olika hieroglyfer i de båda namnen - och dessutom förekommer Α två gånger i Kleopatra), och vilka båda återfinns på den tvåspråkiga File-obelisken (Rosettastenens hieroglyfdel är svårt skadad och ger endast Ptolemaios). Därefter tar han från inskriptioner på byggnader i exempelvis Karnak, File och Dendera med hjälp av de bokstäver han härlett från Ptolemaios och Kleopatra fram andra namn (som Alexander och Berenike) och grekiska lånord (som  "autokrator" och KAIΣAPOΣ="caesar") vilket ger honom ytterligare bokstäver. Han kommer till slutsatsen att egyptierna själva utvecklat en fonetisk skrift och inte kopierat grekiska eller latin och att denna skrift använts långt innan Egypten kom under grekiskt och romerskt inflytande, samt att dessa fonetiska hieroglyfer motsvarar det inledande ljudet i det som tecknet "föreställer" (som exempelvis tecknet för Τ - vilket kan tecknas med en hand, "tot").

### Ptolemaios och Kleopatra
| p · t | wA | l · M | i | i | s |

| p · t | wA | l · M | i | i | s |

| p · t | wA | l · M | i | i | s |

| p · t | wA | l · M | i | i | s |

| p · t | wA | l · M | i | i | s |

| p · t | wA | l · M | i | i | s |

| p · t | wA | l · M | i | i | s |

| p · t | wA | l · M | i | i | s |

| p |

| p |

| t |

| t |

| wA |

| wA |

| l |

| l |

| M |

| M |

| i | i |

| i | i |

| s |

| s |

| q · l | i | wA | p | A | d · r | A | t · H8 |

| q · l | i | wA | p | A | d · r | A | t · H8 |

| q · l | i | wA | p | A | d · r | A | t · H8 |

| q · l | i | wA | p | A | d · r | A | t · H8 |

| q · l | i | wA | p | A | d · r | A | t · H8 |

| q · l | i | wA | p | A | d · r | A | t · H8 |

| q · l | i | wA | p | A | d · r | A | t · H8 |

| q · l | i | wA | p | A | d · r | A | t · H8 |

| q |

| q |

| l |

| l |

| i |

| i |

| wA |

| wA |

| p |

| p |

| A |

| A |

| d |

| d |

| r |

| r |

| A |

| A |

| t · H8 |

| t · H8 |